# Cizico

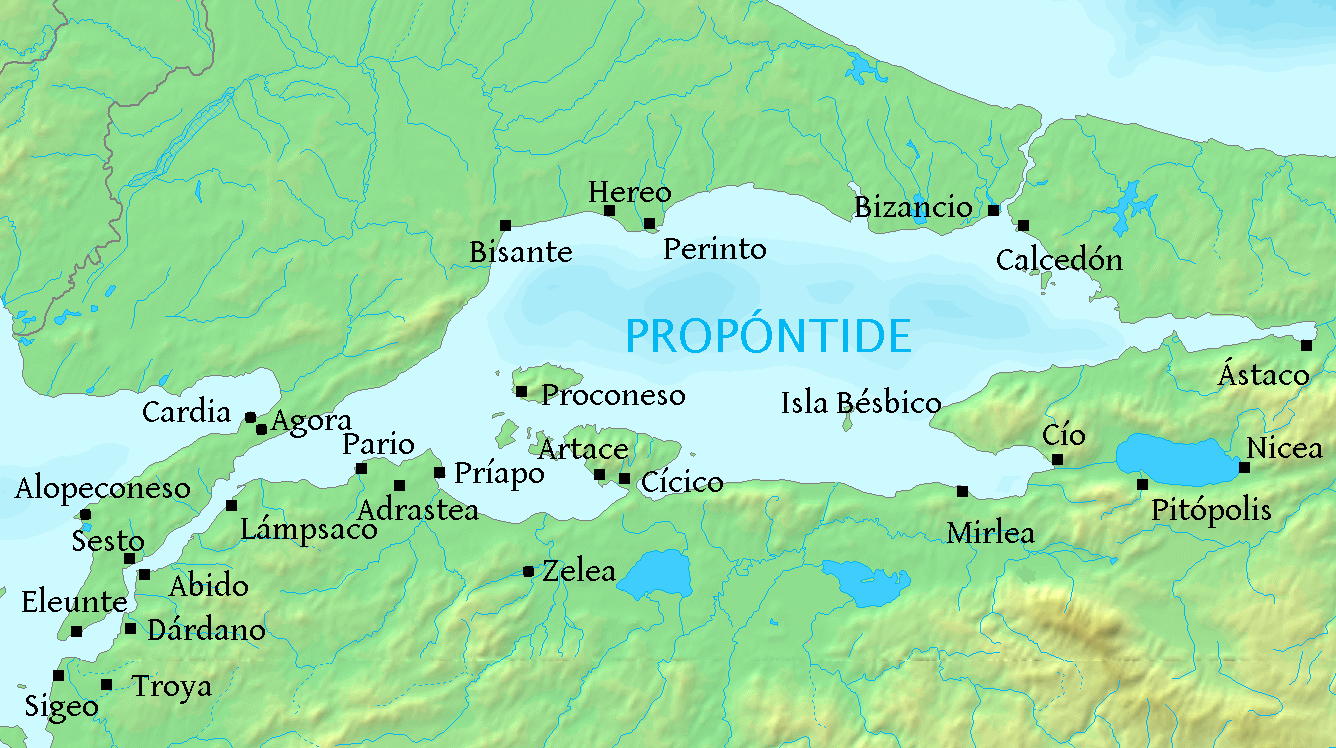
Mappa con alcune delle principali colonie greche della Propontide. Cizico si trova nella costa meridionale, presso Artace.

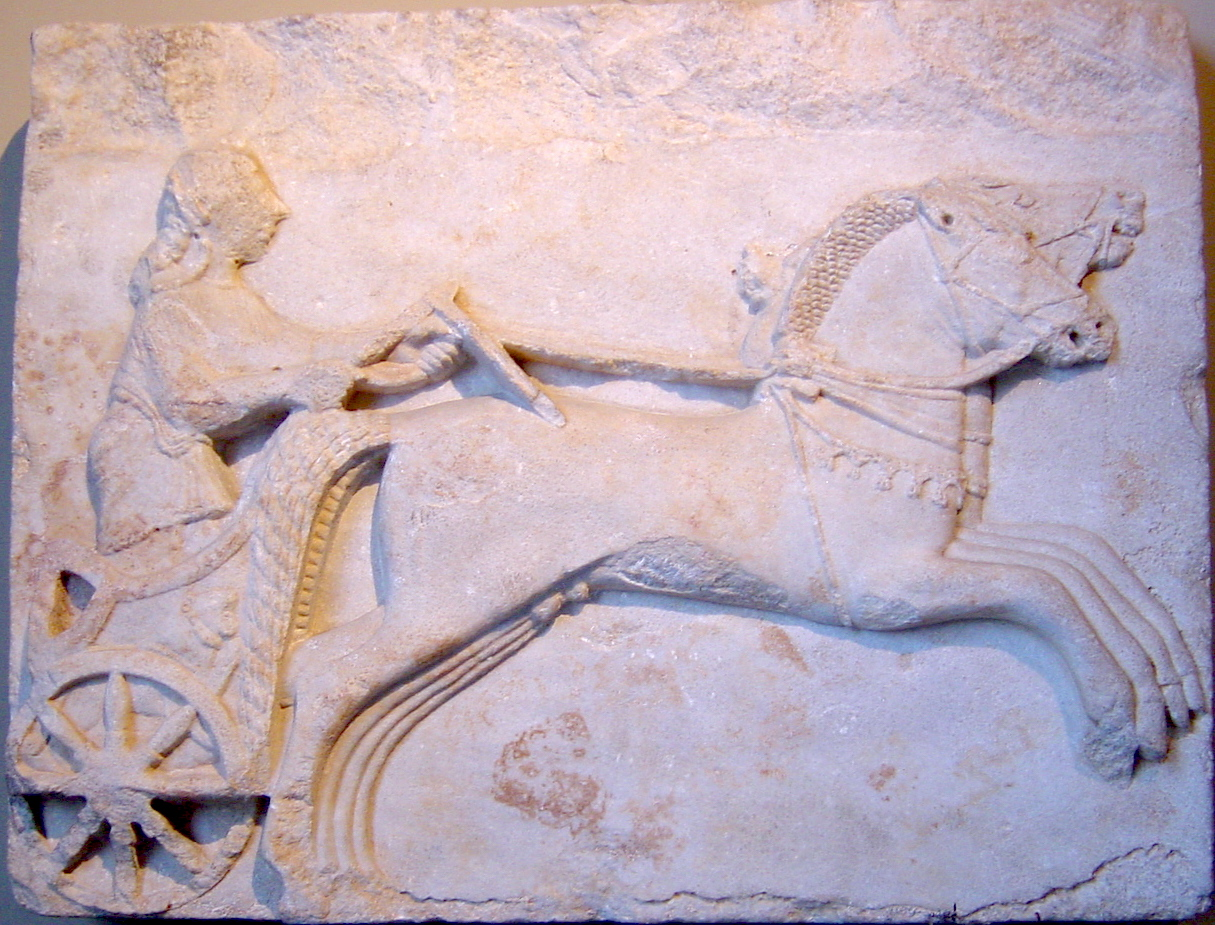
Auriga greco arcaico, da Cizico (VI secolo a.C.; Istanbul, Museo Archeologico).

Cizico (in greco antico: Κύζικος?, Kýzikos, in latino Cyzicus), era una città situata sulla punta di Arctoneso nella Propontide.
Secondo la tradizione fu fondata da coloni tessali nel 756 a.C. Appiano di Alessandria racconta che Cizico fu donata da Zeus a Persefone a titolo di dote, e che ella era oggetto di grande culto presso gli abitanti della città come nessun altro dio.

## Cizico nella storia e nel mito
Cizico partecipò alle guerre del Peloponneso fra Atene e Sparta, e vide nelle acque antistanti la vittoria della flotta ateniese su quella spartana nella battaglia di Cizico (410 a.C.).
Stretta d'assedio da Mitridate VI del Ponto (74 a.C.), fu liberata dal generale della Repubblica romana Lucio Licinio Lucullo, che distrusse l'esercito pontico nella battaglia di Cizico (73 a.C.).
Nei pressi della città si combatté nel 193 la prima battaglia di Cizico, episodio dello scontro tra l'imperatore romano Settimio Severo e il suo rivale Pescennio Nigro.
Nel 672 l'Impero bizantino riportò una vittoria navale (seconda battaglia di Cizico) nelle acque antistanti la città sulla flotta araba, ma nel 675 gli arabi conquistarono Cizico e la distrussero.
Nel 1303 vi si svolse la terza battaglia di Cizico tra Ottomani e mercenari al soldo dell'Impero bizantino.
Secondo il mito gli abitanti del regno di Cizico erano chiamati Dolioni. Apollonio Rodio narra che gli Argonauti, in navigazione verso la Colchide, fecero tappa a Cizico ospiti del re omonimo che stava festeggiando le sue nozze, e furono quivi assaliti dai giganti che sconfissero in duello. Una volta ripartiti, però, furono costretti da una tempesta a tornare in città ove sbarcarono nottetempo e, non venendo riconosciuti dal re, che si era armato avendoli scambiati per pirati, né avendolo essi riconosciuto, furono costretti ad ucciderlo; tra i Dolioni che caddero insieme al sovrano vi fu anche il grandissimo eroe Artace. Solo all'alba gli Argonauti si resero conto del tragico errore, e seppellirono le loro vittime istituendo poi quelli che avrebbero preso il nome di Giochi Cizici. Inoltre il nome di Artace venne dato a un sobborgo della città, il quale era ancora esistente nel periodo tardoantico.